# EVO Smart Console
EVO Smart Console (кодовое имя Evo: Phase One) — мультимедийный персональный компьютер и игровая консоль, заявленная как представитель седьмого поколения игровых консолей, выпущенный компанией Envizions 20 ноября 2008 года по цене $399.
В «EVO Smart Console» используется операционная система на базе Linux, дистрибутив которой является производным от «Fedora». С консолью поставляются две компьютерные игры: SuperTux и Kobo Deluxe. Присутствует поддержка High Definition (HD), доступа в Internet, возможность запускать игры под Microsoft Windows.

## Описание
В начале апреля 2009 года компания Envizions Computer Entertainment заявила о начале приёма заказов на свою игровую систему под названием «EVO Smart Console», которая была анонсирована в начале октября 2008 года. Начало поставок «EVO Smart Console» было запланировано на 10 апреля.
«EVO Smart Console» представляет собой специально укомплектованный персональный компьютер, который использует стандартный центральный процессор и другие широко распространённые компоненты. В качестве операционной системы используется «Mirrors» — ОС с открытыми исходными кодами на базе Linux-дистрибутива Fedora.
Как и другие консоли седьмого поколения, «EVO Smart Console» способна выполнять и другие, кроме игр, задачи. Присутствует доступ к интернету, поддержка воспроизведения видео и т. д.
Предполагалось, что игры для «EVO Smart Console» будут распространяться на флэш-картах стандарта SD, заказать которые можно в онлайн-магазине компании. На момент начала продаж средняя цена одной игры составляла $20. Было заявлено, что игры для «EVO Smart Console» не требуют инсталляции (установки), а время их загрузки составляет в среднем 5 секунд.

## Спецификации
Центральный процессор
- AMD Athlon 64x2 5600+2.90 GHz

Графический процессор
- ATI HD 3200
- Трёхмерный графический интерфейс пользователя

Компьютерная память
- 2GB DDR2 RAM — Запоминающее устройство с произвольным доступом
- 120GB жесткий диск

Общие особенности
- Доступ к Интернету
- VoIP
- DVR
- Совместимость с Windows-играми
- Облачный игровой сервис, основанный на Akimbo
- социальная сеть
- Send Envizions games to any EVO wireless router
- Allows multiple players from one master hub
- Biometric game save and security features
- Интегрированный биометрический сканер
- Amiga-игры
- Поддержка видео стандартов SD и HD

Цифровые носители информации
- DVD-ROM привод
- Совместимость с DVD-video, DVD-ROM, DVD-R/RW, DVD+R/RW, CD-ROM, CD-RW

Программное обеспечение
- Linux / Fedora
- Application framework
- облако
- Проприетарная прошивка

Ввод-вывод
- Порт HDMI — 1 шт.
- Порт DVI — 1 шт.
- Порт PC Modding — 1 шт.
- Порт SD card — 1 шт.
- Порт USB 2.0 — 2 шт.
- Порт Ethernet — 2 шт.
- Порт Audio — 3 шт.

Физические размеры
- Ширина: 300 мм
- Высота: 65 мм
- Длина: 273 мм